# Sjahrisabz
 Sjahrisabz (Russisch: Шахрисабз) is een stad in Oezbekistan, in het zuiden van het land.
Timoer Lenk, de 14e-eeuwse Turks-Mongoolse heerser en veroveraar, is hier geboren. Hij bouwde er zijn paleis (Ak-serai) en zijn graftombe. Timoer is echter niet begraven in Sjahrisabz, maar in de Gur-e Emir in het nabije Samarkand. De historische binnenstad is UNESCO-werelderfgoed, en heeft sinds 2016 een bedreigde status. De stad had in 2022 123.000 inwoners, bijna 2,5 keer zoveel als dertig jaar eerder.
Itsjan Kala · Historisch centrum van Buchara · 
Historisch centrum van Sachrisabz ·
Samarkand, kruispunt van culturen · 
Westelijke Tiensjan
- Library of Congress Control Number: n2003052870
- Nationale Bibliotheek van Israël: 987007494226105171
- Système universitaire de documentation: 099486962
- Virtual International Authority File: 126866433